# チャングムの末裔
『チャングムの末裔』(韓国語：대장금이 보고있다)は、2018年10月11日から2019年1月24日までMBCで放送された韓国のテレビドラマである。

## あらすじ
絶対的な味覚と嗅覚、卓越した腕前で王室を虜にした伝説の宮廷料理人“大長今”。彼女の能力をそれぞれ受け継いだ兄妹がいた。彼らには毎日夕食を共に食べるというミッションが与えられている。一方、元砲丸投げの選手で食べることが大好きなポク･スンア（ユリ）は、自動車会社に新入社員として入社することに。食べる物にうるさいチーム長ハン・サネ（シン・ドンウク）の部下として社会人生活を始めるスンアだが、入社当日からハプニングが起こってしまう…。

## 放送時間
| 放送チャンネル | 放送期間                       | 放送時間                         | 放送分量                 |
| -------------- | ------------------------------ | -------------------------------- | ------------------------ |
| MBC TV         | 2018年10月11日                 | 毎週木曜日の夜11時10分〜12時35分 | 85分（1、2部に分割放送） |
| MBC TV         | 2018年10月18日〜2018年10月25日 | 毎週木曜日の夜11時10分〜12時30分 | 80分（1、2部に分割放送） |
| MBC TV         | 2018年11月1日〜2019年1月24日   | 毎週木曜日の夜11時10分〜12時25分 | 75分（1、2部に分割放送） |

## 登場人物

### 主要人物
- ハン・サネ：シン・ドンウク[4]／子供時代：パク・シジン

RG自動車営業部チーム長、絶対味覚の持ち主、三兄妹の1番目
- ボク・スンア：ユリ（少女時代）[5]

RG自動車営業部新入社員
- ハン・ジンミ：イ・ヨルム

サネの妹、絶対嗅覚の持ち主、芸能人志望生兼コンビニアルバイト、三兄妹の2番目
- ハン・ジョンシク：キム・ヒョンジュン

絶対手味（손맛）、パワークックルームユーチューバー、三兄妹の末っ子、ジンミの双子の弟
- イ・ミンヒョク：イ・ミンヒョク（BTOB)[6]

コンビニ常連客、アイドル練習生

### 営業チーム
- イ・ナヨン：チョン・イラン

サネの上司、営業部長
- ウォン・ビン：キム・ギリ

サネの同僚、チーム長

### 特別出演
- イ・ヘジョン ：三兄妹の母親（60歳）役
- MOMOLAND （ヘビン、デイジー、ジュイ、ナンシー）：アイドル練習生役
- ショヌ
- ホン・ジニョン ：ホン・ジニョン役 - ハン・サネの元ガールフレンド
- BTOB
- KangNam ：スンアの兄 - いとこ
- チョ・ビン ：店長役
- ヤン・ドングン ：ヤン・ドングン役 - ViPお客様
- キョンリ

## 視聴率
最低視聴率と最高視聴率は視聴率調査会社と地域によって差があることがある。
| 2018年     | 2018年     | 2018年     | 2018年           |
| 回送       | 回送       | 放送日     | AGB視聴率        |
| 回送       | 回送       | 放送日     | 大韓民国（全国） |
| ---------- | ---------- | ---------- | ---------------- |
| 第1回      | 1部        | 10月11日   | 1.8％            |
| 第1回      | 2部        | 10月11日   | 1.3％            |
| 第2回      | 1部        | 10月18日   | 1.2％            |
| 第2回      | 2部        | 10月18日   | 1.2％            |
| 第3回      | 1部        | 10月25日   | 1.4％            |
| 第3回      | 2部        | 10月25日   | 1.1％            |
| 第4回      | 1部        | 11月1日    | 1.3％            |
| 第4回      | 2部        | 11月1日    | 1.0％            |
| 第5回      | 1部        | 11月8日    | 1.4％            |
| 第5回      | 2部        | 11月8日    | 1.4％            |
| 第6回      | 1部        | 11月15日   | 1.8％            |
| 第6回      | 2部        | 11月15日   | 1.5％            |
| 第7回      | 1部        | 11月22日   | 1.2％            |
| 第7回      | 2部        | 11月22日   | 1.3％            |
| 第8回      | 1部        | 11月29日   | 1.1％            |
| 第8回      | 2部        | 11月29日   | 1.1％            |
| 第9回      | 1部        | 12月6日    | 1.3％            |
| 第9回      | 2部        | 12月6日    | 1.2％            |
| 第10回     | 1部        | 12月13日   | 1.2％            |
| 第10回     | 2部        | 12月13日   | 1.0％            |
| 第11回     | 1部        | 12月20日   | 0.9％            |
| 第11回     | 2部        | 12月20日   | 0.8％            |
| 第12回     | 1部        | 12月27日   | 0.9％            |
| 第12回     | 2部        | 12月27日   | 0.9％            |
| 2019年     |            |            |                  |
| 第13回     | 1部        | 1月3日     | 0.7％            |
| 第13回     | 2部        | 1月3日     | 0.7％            |
| 第14回     | 1部        | 1月10日    | 1.2％            |
| 第14回     | 2部        | 1月10日    | 1.2％            |
| 第15回     | 1部        | 1月17日    | 0.9％            |
| 第15回     | 2部        | 1月17日    | 0.7％            |
| 第16回     | 1部        | 1月24日    | 0.6％            |
| 第16回     | 2部        | 1月24日    | 0.7％            |
| 平均視聴率 | 平均視聴率 | 平均視聴率 | 1.1％            |